# Университетский колледж Осло и Акерсхуса
Метропольный университет Осло и Акерсхуса (норв. OsloMet - Storbyuniversitetet, ранее Høgskolen i Oslo og Akershus, сокращенно HiOA) - государственный университет Норвегии, в прошлом самый большой в Норвегии государственный университетский колледж, насчитывает примерно 20000 студентов и 2100 сотрудников. Основан 1 августа 2011 года в результате поглощения Университетским колледжем Осло Университетского колледжа Акерсхуса. Статус университета присвоен 12 января 2018 года.
Разделен на три учебных кампуса: главный расположен на улице Пилестредет в Осло, также в Щеллере (норв. Kjeller), и в Сандвике.
Хорошо известен как исследовательский центр, в котором основной упор делается на изучение прикладных проблем в области социологии, здравоохранения, бизнеса и производства. В составе университетского колледжа имеется два исследовательских центра: Центр изучения сфер профессиональной деятельности (англ. Centre for the Study of professions (SPS)) и Центр изучения социальных проблем и условий труда (англ. Centre for Welfare and Labour Research (SVA)). ВУЗ также является базой для National Centre for Multicultural Education (NAFO). Наибольшие достижения отмечены в сфере здравоохранения, патронажа, медицинских и социальных наук.
Обучение в Университетском колледже Осло и Акерсхуса проводится на четырех факультетах:
- Медицинский факультет;
- Факультет педагогического образования и международных исследований;
- Факультет социальных наук;
- Факультет технологии, дизайна и  искусства.

В университетском колледже осуществляется более 50 бакалаврских учебных программ, более 30 магистерских программ, 6 докторских программ и программа подготовки преподавателей.
С августа 2015 года ректором ВУЗа является американский лингвист Курт Райс.
С момента основания университетского колледжа в 2011 году и до 2015 года ректором являлась Кари Туверюд Йенсен, кандидат педагогических наук.

## Учебные программы медицинского факультета
Бакалавриат:
- Биоинженерия
- Трудотерапия психически больных
- Фасилити менеджмент
- Фармацевтика
- Физиотерапия
- Физиотерапия (по системе Менсендика)
- Психология обучения с акцентом на поведенческом анализе
- Протезирование и ортопедия
- Фельдшерство
- Рентгенография
- Public Health Nutrition
- Медсестринство
- Стоматология

Магистратура:
- Медсистринство, анестезиология
- Педиатрия
- Биомедицина
- Трудотерапия психически больных
- Физиотерапия
- Интенсивный уход
- Акушерство
- Психическое здоровье
- Реабилитация и абилитация
- Public Health Nutrition
- Медсестринство, клинические исследования

Докторские программы:
- Анализ поведения
- Здравоохранение

## Учебные программы факультета педагогического образования и международных исследований
Бакалавриат:
- Учитель детского сада
- Спорт, отдых и здоровье
- Подготовка двуязычных учителей
- Язык жестов и интерпретация
- Исследования развития
- Преподаватель предметов профессионального образования: Строительство
- Преподаватель предметов профессионального образования: Дизайн и мастерство
- Преподаватель предметов профессионального образования: Электрические работы
- Преподаватель предметов профессионального образования: Медиа и связь
- Преподаватель предметов профессионального образования: Ресторанное дело и пищевая промышленность
- Преподаватель предметов профессионального образования: сфера обслуживания и транспорт
- Преподаватель предметов профессионального образования: Техническое и промышленное производство
- Преподаватель предметов профессионального образования: Здравоохранение и социальная защита

Магистратура:
- Педагогика в детском саду
- Дошкольное образование и уход
- Многокультурное и международное образование (на норвежском и английском языках)
- Чтение и письмо в школе
- Профессиональная педагогика